# Mistrzostwa Niemiec w Skokach Narciarskich 2018
Mistrzostwa Niemiec w Skokach Narciarskich 2018 – zawody o mistrzostwo Niemiec. Pierwszy etap zmagań odbył się w dniach 13-14 lipca w Hinterzarten na skoczni normalnej, podczas którego rozegrano konkursy indywidualne a następnie drużynowe mężczyzn oraz kobiet.
Kategorię mężczyzn wygrał David Siegel, który z przewagą niespełna dziewięciu punktów wyprzedził Stephana Leyhe. Podium zawodów uzupełnił Moritz Baer straciwszy dokładnie punkt i jedną dziesiątą do srebrnego medalu. Zdobywca tytułu sprzed roku Andreas Wellinger, zajął miejsce czwarte. Wystartowało łącznie trzydziestu ośmiu zawodników.
Zawody o mistrzostwo kobiet zakończyły się zwycięstwem ex aequo Kathariny Althaus, której udało się tym samym obronić tytuł sprzed roku, oraz Juliane Seyfarth. Brązowy medal przypadł Gianinie Ernst, która do obu zwyciężczyń straciła przeszło ponad czternaście punktów. Na starcie stawiło się trzynaście zawodniczek. Obu konkursów towarzyszyły zmienne warunki pogodowe.
Konkurs drużynowy mężczyzn rozegrany dzień później wygrała druga drużyna Bawarii, w której skład weszli: Karl Geiger, Max Goller, Philipp Raimund oraz Markus Eisenbichler, który zaliczył najlepszy występ spośród całej drużyny. Drugie miejsce zajęła pierwsza drużyna reprezentująca Bawarię gorsza o dokładnie 15,5 punktu do zwycięzców. Na ostatnim stopniu podium stanęli zawodnicy z Badenii-Wirtembergii.
Zmagania drużynowe kobiet składały się z dwuosobowych zespołów. Najlepszym z nich była drużyna reprezentująca Turyngię (Pauline Heßler, Juliane Seyfarth). Z przewagą prawie czterdziestu punktów wyprzedziły drużynę Bawarii. Trzecie miejsce podobnie jak w rywalizacji mężczyzn zajęły reprezentantki Badenii-Wirtembergii.

## Wyniki

### Mężczyźni

#### Konkurs indywidualny – 13 lipca 2018 – HS108
| Miejsce | Zawodnik          | Klub               | Skok 1  | Skok 2  | Punkty |
| ------- | ----------------- | ------------------ | ------- | ------- | ------ |
| 1.      | David Siegel      | SV Baiersbronn     | 103,0 m | 105,5 m | 274,4  |
| 2.      | Stephan Leyhe     | SC Willingen       | 100,5 m | 102,5 m | 265,5  |
| 3.      | Moritz Baer       | SF Gmund Dürnbach  | 103,5 m | 100,5 m | 264,4  |
| 4.      | Andreas Wellinger | SC Ruhpolding      | 96,0 m  | 103,0 m | 258,0  |
| 5.      | Andreas Wank      | SC Hinterzarten    | 99,5 m  | 101,5 m | 256,9  |
| 6.      | Pius Paschke      | WSV Kiefersfelden  | 97,0 m  | 102,0 m | 255,5  |
| 7.      | Martin Hamann     | SG Nickelhütte Aue | 100,5 m | 100,0 m | 255,4  |
| 8.      | Felix Hoffmann    | SWV Goldlauter     | 100,5 m | 101,0 m | 254,9  |
| 9.      | Constantin Schmid | WSV Oberaudorf     | 97,0 m  | 100,0 m | 250,0  |
| 10.     | Richard Freitag   | SG Nickelhütte Aue | 94,5 m  | 102,0 m | 249,0  |
| 10.     | Julian Hahn       | SG Nickelhütte Aue | 104,5 m | 96,5 m  | 249,0  |
| ...     |                   |                    |         |         |        |

#### Konkurs drużynowy – 14 lipca 2018 – HS108
| Miejsce | Kraj związkowy         | Zawodnik            | Skok 1  | Skok 2  | Nota  | Punkty |
| ------- | ---------------------- | ------------------- | ------- | ------- | ----- | ------ |
| 1.      | Bawaria II             | Karl Geiger         | 105,5 m | 105,0 m | 276,4 | 1056,1 |
| 1.      | Bawaria II             | Max Goller          | 98,5 m  | 104,0 m | 258,9 | 1056,1 |
| 1.      | Bawaria II             | Philipp Raimund     | 94,0 m  | 96,5 m  | 230,4 | 1056,1 |
| 1.      | Bawaria II             | Markus Eisenbichler | 109,0 m | 110,0 m | 290,4 | 1056,1 |
| 2.      | Bawaria I              | Pius Paschke        | 104,0 m | 100,0 m | 264,4 | 1042,6 |
| 2.      | Bawaria I              | Moritz Baer         | 98,5 m  | 100,5 m | 252,9 | 1042,6 |
| 2.      | Bawaria I              | Constantin Schmid   | 97,5 m  | 105,5 m | 260,9 | 1042,6 |
| 2.      | Bawaria I              | Andreas Wellinger   | 101,5 m | 102,0 m | 264,4 | 1042,6 |
| 3.      | Badenia-Wirtembergia I | Andreas Wank        | 103,0 m | 106,0 m | 273,9 | 1034,6 |
| 3.      | Badenia-Wirtembergia I | Dominik Mayländer   | 92,5 m  | 102,0 m | 240,4 | 1034,6 |
| 3.      | Badenia-Wirtembergia I | Luca Roth           | 97,5 m  | 100,5 m | 249,9 | 1034,6 |
| 3.      | Badenia-Wirtembergia I | David Siegel        | 105,0 m | 102,0 m | 270,4 | 1034,6 |
| ...     |                        |                     |         |         |       |        |

### Kobiety

#### Konkurs indywidualny – 13 lipca 2018 – HS108
| Miejsce | Zawodniczka       | Klub               | Skok 1 | Skok 2 | Punkty |
| ------- | ----------------- | ------------------ | ------ | ------ | ------ |
| 1.      | Katharina Althaus | SC Oberstdorf      | 97,5 m | 99,0 m | 279,8  |
| 1.      | Juliane Seyfarth  | TSG Ruhla/WSC 07   | 98,0 m | 97,5 m | 279,8  |
| 3.      | Gianina Ernst     | SC Oberstdorf      | 97,0 m | 96,5 m | 265,0  |
| 4.      | Pauline Heßler    | WSV 08 Lauscha     | 97,5 m | 93,5 m | 262,5  |
| 5.      | Ramona Straub     | SC Langenordnach   | 92,0 m | 97,0 m | 260,3  |
| 5.      | Carina Vogt       | SC Degenfeld       | 96,5 m | 92,0 m | 260,3  |
| 7.      | Selina Freitag    | SG Nickelhütte Aue | 93,0 m | 92,5 m | 246,0  |
| 8.      | Anna Rupprecht    | SC Degenfeld       | 89,0 m | 85,5 m | 223,5  |
| 9.      | Josephin Laue     | SFV Rothenburg     | 91,0 m | 82,0 m | 218,5  |
| 10.     | Alina Ihle        | SV Biberau         | 89,5 m | 93,0 m | 201,0  |
| ...     |                   |                    |        |        |        |

#### Konkurs drużynowy – 14 lipca 2018 – HS108
| Miejsce | Kraj związkowy         | Zawodniczka       | Skok 1 | Skok 2  | Nota  | Punkty |
| ------- | ---------------------- | ----------------- | ------ | ------- | ----- | ------ |
| 1.      | Turyngia I             | Pauline Heßler    | 93,5 m | 92,5 m  | 247,8 | 523,6  |
| 1.      | Turyngia I             | Juliane Seyfarth  | 97,0 m | 101,0 m | 275,8 | 523,6  |
| 2.      | Bawaria I              | Gianina Ernst     | 92,0 m | 89,5 m  | 231,8 | 485,1  |
| 2.      | Bawaria I              | Katharina Althaus | 95,0 m | 94,0 m  | 253,3 | 485,1  |
| 3.      | Badenia-Wirtembergia I | Ramona Straub     | 95,0 m | 94,5 m  | 248,8 | 476,6  |
| 3.      | Badenia-Wirtembergia I | Carina Vogt       | 92,5 m | 87,0 m  | 227,8 | 476,6  |
| ...     |                        |                   |        |         |       |        |